# Peter Malkin
Peter Zvi Malkin (en hebreo: צביקה מלחין‎ Tzvika Malkhin; Żółkiewka, Polonia, 27 de mayo de 1927-Nueva York, 27 de febrero de 2005) fue un célebre agente secreto israelí, y miembro de la agencia de inteligencia exterior de ese país, el Mosad.

## Biografía
Nacido como Zvi Malchin en Pilgramshain, Alemania, actualmente, Żółkiewka (Polonia). Pasó su niñez en esa ciudad polaca hasta 1936, cuando su familia se mudó a la Palestina británica para escapar a la oleada de antisemitismo. Su hermana Fruma y sus tres hijos, así como otros 150 familiares, permanecieron en Polonia, donde murieron en el Holocausto.
A los 12 años, Malkin fue reclutado en las milicias clandestinas judías de Palestina. En 1950, fue invitado a enrolarse en el servicio de seguridad del nuevo Estado judío, Mosad, como experto en explosivos y por sus conocimientos en artes marciales. Malkin permaneció en ese organismo durante 27 años, primero como agente y luego como jefe de operaciones.
En este cargo encabezó las operaciones de inteligencia más celebradas en Israel, entre ellas el arresto del doctor Israel Beer, un espía soviético que había penetrado a los niveles más altos del gobierno israelí, al punto de que alcanzó a desempeñarse como ayudante militar de David Ben Gurión. Malkin logró detenerlo cuando Beer entregaba documentos confidenciales del gobierno israelí en la embajada soviética. El espía soviético murió años después en la prisión, sin que se conociera su verdadera identidad. Otra de sus operaciones más celebradas fue el desmantelamiento de una red de científicos alemanes que trabajaban para Egipto.
Pero su participación más renombrada se produjo en mayo de 1960, cuando encabezando un comando israelí viajó a Argentina, logrando ubicar, secuestrar y llevar hasta Israel al jerarca nazi Adolf Eichmann, en la denominada Operación Garibaldi. Malkin fue el primero en interceptar a Eichmann, para luego reducirlo y subirlo a un automóvil que esperaba en las cercanías. El agente israelí le tenía tanta aprensión a su presa que se había comprado unos guantes de cuero para evitar tocarlo. 

"Yo no iba a taparle la boca con mis manos a quien dio la orden para asesinar a mi hermana, a sus hijos, y a tanta gente".
Peter Malkin.

Desde que dejó su carrera en los servicios de inteligencia israelíes en 1976, Malkin se dedicó a la pintura, actividad que le había servido de pantalla en sus tiempos de agente de inteligencia, y repartía su tiempo entre Israel y Estados Unidos. Desde su retiro, además, fue conferenciante y asesor internacional en temas de contraterrorismo.
En 1990 publicó el libro Eichmann en mis manos, el cual fue llevado al cine en 1996 con Robert Duvall en el papel del excoronel nazi y Arliss Howard interpretando al propio Malkin en El hombre que capturó a Eichmann, llamada en España La caza de Eichmann.
En 2018, el episodio de la captura de Eichmann fue llevado al cine bajo el título Operation Finale, haciendo un especial hincapié en la figura de Malkin, interpretado por Oscar Isaac, y con Ben Kingsley como el jerarca nazi.
Peter Malkin y su esposa, Roni, tuvieron tres hijos. Murió en Nueva York el 27 de febrero de 2005.